# 迈陂塘
迈陂塘，词牌名。亦称《摸鱼儿》、《陂塘柳》。双调一百一十六字，前后阕各七仄韵，上去通压。

## 词牌格式
格式一：
仄平平，平平仄仄，平平仄仄平仄。平平仄仄平平仄，仄仄平平仄仄。
平平仄，平平仄，平平仄仄平平仄。平平仄仄，仄仄仄平平，平平仄仄，仄仄平平仄。
格式二：
平平仄，仄仄平平平仄。平平仄仄平仄。平平仄仄平平仄，仄仄平平平仄。
平平仄，平平仄，平平仄仄平平仄。平平仄仄，仄、仄仄平平，平平仄仄，平仄仄平仄。

## 例词
辛弃疾
更能消，几番风雨，匆匆春又归去。惜春长怕花开早，何况落红无数。
春且住，见说道，天涯芳草无归路。怨春不语，算只有殷勤，画檐蛛网，尽日惹飞絮。
长门事，准拟佳期又误，蛾眉曾有人妒。千金纵买相如赋，脉脉此情谁诉。
君莫舞，君不见，玉环飞燕皆尘土。闲愁最苦，休去倚危栏，斜阳正在，烟柳断肠处。
元好问
问世间，情是何物，直教生死相许。天南地北双飞客，老翅几回寒暑。
欢乐趣，离别苦，就中更有痴儿女。君应有语，渺万里层云，千山暮雪，只影向谁去。
横汾路，寂寞当年萧鼓，荒烟依旧平楚。招魂楚些何嗟及，山鬼自啼风雨。
天也妒，未信与，莺儿燕子俱黄土。千秋万古，为留待骚人，狂歌痛饮，来访雁丘处。